# 中华人民共和国国防部
中华人民共和国国防部是中华人民共和国国务院负责履行国防职能的组成部门，主要负责统一管理全国武装力量，如武装力量的征集、编制、装备、训练、军事科研以及军人衔级、薪给等。
国防部于1954年9月成立，由国防部部长领导。国防部部长依惯例由主持军委日常工作的中央军事委员会委员兼任。国防部不负责统辖和指挥中华人民共和国武装力量，军事指挥职能由中央军事委员会职能部门承担。一切由中央人民政府负责的军事工作，则经国务院相应决定，通过国防部或以国防部的名义组织实施。

## 沿革

### 中革军委
1949年10月，中华人民共和国成立后，根据《中国人民政治协商会议共同纲领》和《中华人民共和国中央人民政府组织法》的规定，设立中央人民政府人民革命军事委员会，作为国家最高军事领导机关，统一管辖并指挥中国人民解放军及其它武装力量。这时期，军队的最高领率机关是中央人民政府人民革命军事委员会，主席由中国共产党中央委员会主席、中华人民共和国中央人民政府主席毛泽东担任。副主席包括共产党员朱德、刘少奇、周恩来、彭德怀，以及民主党派人士程潜。28名人民革命军事委员会委员中包括共产党员21人，民主人士7人。此后，原中国人民革命军事委员会即停止工作，但是依然坚持了党对军队的绝对领导。

### 成立初期
1954年9月，第一届全国人民代表大会第一次会议通过并颁布《中华人民共和国宪法》，宪法规定在国家体制中设立中华人民共和国国防委员会，作为咨询议事机构。根据全国人大通过的国务院机构设置方案，设立中华人民共和国国防部，列入国务院序列；中央人民政府人民革命军事委员会相应撤销。
鉴于国家体制中设立了国防委员会，中共中央政治局随后决定，在中央政治局和书记处之下，成立中国共产党中央军事委员会，领导中国人民解放军和其他武装力量。中央政治局、书记处和军事委员会有关军事工作的决定，可用“军事委员会”（简称军委）的名义由内部系统下达，其须公开发布的命令和指示，则用国务院或国防部的名义下达。国防部长由主持中共中央军委日常工作的彭德怀担任。原冠以“中央人民政府人民革命军事委员会”者，一律改称“中国人民解放军”字样，如“中央人民政府人民革命军事委员会总参谋部”改称“中国人民解放军总参谋部”等。1954年11月，任命黄克诚、谭政、萧劲光、王树声、萧克、李达、廖汉生为国防部副部长。
参照苏联军队的模式，解放军建立了八总部体制，包括总参谋部、训练总监部、武装力量监察部、总政治部、总干部部、总后勤部、总财务部、总军械部。不过，由于苏联国防部为实体机构，与苏军各总部是上下级领导与被领导的关系。因此，如此中国特色的“虚化”的国防部如何运作并无任何经验可供借鉴。但这个时期的国防部仍然拥有很大的权力，国防部长直接向军委主席负责，基本上就是军委的执行机构，国防部长也是由主持中央军委工作的副主席来担任。虽然安排了多位解放军总部领导担任国防部副部长，但在如何协调总参谋部与国防部关系的问题上，时任总参谋长粟裕与彭德怀之间却发生了诸多矛盾。许多原来由军委和总部颁发的命令、指示，要求改由国防部署名。而哪些要以国防部的名义发布，哪些不用，又没有明确的规定。虽然军委于1955年3月责成总参起草国防部与总参职责条例，但一直未能获得通过。直到1958年10月，由军委秘书长、国防部副部长黄克诚取代粟裕，出任总参谋长。
1958年7月，中共中央军委扩大会议通过的《关于改变组织体制的决议》规定，中央军委是中共中央的军事工作部门，是统一领导全军的统率机关，军委主席是全军统帅。国防部是军委对外的名称。军委决定的事项，凡需经国务院批准，或需用行政名义下达的，由国防部长签署。中央军委领导下的总部体制仍恢复总参谋部、总政治部、总后勤部三总部体制。此时国防部长仍由彭德怀担任，副部长黄克诚、谭政、肖劲光、王树声、廖汉生、粟裕。

### 职权扩大
1959年9月26日庐山会议后，林彪开始主持军委日常工作，任军委副主席和国防部长。罗瑞卿担任军委秘书长、总参谋长，主持军委办公会议，负责军委的日常工作。国防部副部长扩大到11人：罗瑞卿、谭政、肖劲光、王树声、廖汉生、粟裕、陈赓、许光达、许世友、刘亚楼。此时国防部副部长由总部、军兵种及大军区领导兼任，几乎成为了军委的“翻版”，而军委秘书长的权力也日益“膨胀”。1956年10月后，在国防部的名义下，先后成立国防部第五研究院、第六研究院、第七研究院、第十研究院等科研机构和国防科学委员会等科研领导部门。
1963年9月，中央军委副主席贺龙主持军委日常工作，但国防部长一职仍由林彪担任，罗瑞卿继续担任军委秘书长。1965年11月后，罗瑞卿被解除一切职务，林彪重新主持中央军委日常工作。由军委副秘书长、副总参谋长杨成武代理总参谋长，兼军委办公厅主任。然而，杨成武未被任命为国防部副部长。

### 机构“消失”
1966年5月，文化大革命开始后，中央军委的正常工作受到极大的影响。这期间，军委的日常工作先后由军委办公会议和军委办事组处理。1958年7月军委扩大会议通过的《关于改变组织体制的决议》不再被执行，军队对外直接使用“中央军委”的名义，不再出现“国防部”。

### 文革结束后
1975年和1978年通过的《中华人民共和国宪法》规定，中华人民共和国武装力量由中国共产党中央委员会主席统率，国家未再设国防委员会。1975年1月，第四届全国人大第一次会议任命叶剑英为国防部长，副部长粟裕、许世友。1978年3月，第五届全国人大第一次会议任命徐向前为国防部长，未再任命国防部副部长。1980年1月，杨得志、肖克被任命国防部副部长。1981年3月，中央军委秘书长耿飚被任命为国防部长（1981年7月，杨尚昆任中央军委秘书长）。这一时期内，在军事外交活动中开始重新使用“国防部长”的名义。1979年元旦，也是以国防部长徐向前名义发布命令，福建前线部队停止对大金门、小金门、大担、二担等岛屿的炮击。但更多情况下仍是直接使用中央军委的名义，如对越自卫反击战时公开发表的各种文告、命令。
1982年9月，第五届全国人大第五次会议通过的《中华人民共和国宪法》规定，设立中华人民共和国中央军事委员会，领导全国的武装力量。中央军事委员会实行主席负责制，主席由全国人民代表大会选举或罢免，对全国人民代表大会和全国人民代表大会常务委员会负责。与此同时，中共中央军事委员会继续存在，其职能和国家军委完全相同。这表明中央军委同时有两个名称：一个是中共中央军委，一个是国家的中央军委。从而确立了党和国家高度集中统一的行使领导职权的国防领导体制。国务院设立国防部，一切需要由最高国家行政机关即中央人民政府负责的军事工作，则经国务院作出相应决定，通过国防部或以国防部的名义组织实施。国防部在接受国务院领导的同时也接受中央军事委员会的领导。需要国防部办理的事宜，由中央军事委员会联合参谋部、政治工作部、后勤保障部、国防动员部等组成部门分别办理。
1996年，根据中央决定，组建国防部外事办公室，不再保留国防部外事局。
在深化国防和军队改革前，国防部的征兵办公室即为总参谋部动员部，维和事务办公室隶属总参谋部情报部，外事办公室即总参谋部外事局。
2008年初，国防部开始设立发言人制度，并成立了国防部新闻事务局。
2016年1月，在深化国防和军队改革中，撤销中国人民解放军总参谋部外事办公室（国防部外事办公室），调整组建中央军事委员会国际军事合作办公室。同时对外改称国防部国际军事合作办公室。改革后，国防部相关职能由军委对应职能部门承接，国防部新闻局设在中央军委国际军事合作办公室。国防部征兵办公室设在中央军委国防动员部办公厅。国防部维和事务办公室设在中央军委联合参谋部情报局。

## 职责
根据《中华人民共和国国防法》，国务院领导和管理国防建设事业，行使下列职权：
1. 编制国防建设的有关发展规划和计划；
2. 制定国防建设方面的有关政策和行政法规；
3. 领导和管理国防科研生产；
4. 管理国防经费和国防资产；
5. 领导和管理国民经济动员工作和人民防空、国防交通等方面的建设和组织实施工作；
6. 领导和管理拥军优属工作和退役军人保障工作；
7. 与中央军事委员会共同领导民兵的建设，征兵工作，边防、海防、空防和其他重大安全领域防卫的管理工作；
8. 法律规定的与国防建设事业有关的其他职权。

## 机构设置
根据有关规定，国防部设置下列机构：

### 内设机构
- 国防部新闻局
- 国防部国际军事合作办公室
- 国防部国际传播局
- 国防部征兵办公室
- 国防部维和事务办公室

（国防部新闻局设在中央军事委员会国际军事合作办公室；国防部国际军事合作办公室与中央军事委员会国际军事合作办公室一个机构两块牌子；国防部国际传播局与中央军委政治工作部宣传局一个机构两块牌子；国防部征兵办公室设在中央军事委员会国防动员部；国防部维和事务办公室设在中央军委联合参谋部情报局。）

### 直属机构
- 国防部维和事务中心

## 历任领导
| 部长 - 彭德怀 元帅（1954年9月28日—1959年9月17日，国务院副总理、国防委员会副主席兼） - 林 彪 元帅（1959年9月17日—1971年9月13日，中共中央副主席、中央军委副主席、国务院副总理兼） - 叶剑英（1975年1月17日—1978年2月26日，中共中央副主席、中央军委副主席兼） - 徐向前（1978年2月26日—1981年3月6日，国务院副总理、中央军委副主席兼） - 耿 飚（1981年3月6日—1982年11月19日，国务院副总理、国务委员兼） - 张爱萍（1982年11月19日—1988年4月12日，国务院副总理、中央军委秘书长、委员兼） - 秦基伟 上将（1988年4月12日—1993年3月29日，国务委员、中央军委委员兼） - 迟浩田 上将（1993年3月29日—2003年3月17日，中共中央政治局委员、国务委员、中央军委副主席兼） - 曹刚川 上将（2003年3月17日—2008年3月17日，中共中央政治局委员、国务委员、中央军委副主席兼） - 梁光烈 上将（2008年3月17日—2013年3月16日，国务委员、中央军委委员兼） - 常万全 上将（2013年3月16日—2018年3月19日，国务委员、中央军委委员兼） - 魏凤和 火箭军上将（2018年3月19日—2023年3月12日，国务委员、中央军委委员兼） - 李尚福 陆军上将（2023年3月12日—2023年10月24日，国务委员、中央军委委员兼） - 董 军 海军上将（2023年12月29日—） | 副部长 - 黄克诚 大将（1954年11月—1959年9月） - 谭 政 大将（1954年11月—1965年3月） - 萧劲光 海军大将（1954年11月—1975年1月） - 王树声 大将（1954年11月—1974年1月） - 萧 克 上将（1954年11月—1958年9月，1980年1月—1983年6月18日） - 李 达 上将（1954年11月—1958年9月） - 廖汉生 中将（1954年11月—1965年5月） - 粟 裕 大将（1958年12月—1978年3月） - 罗瑞卿 公安军大将（1959年9月—1965年12月） - 陈 赓 大将（1959年9月—1961年3月） - 许光达 装甲兵大将（1959年9月—1967年8月） - 许世友 上将（1959年9月—1978年3月） - 刘亚楼 空军上将（1959年9月—1965年5月） - 杨得志（1980年1月—1983年6月18日） |

注：中国人民解放军军衔制于1955年设立，1965年废止，1988年恢复。仅在军衔制废止期间任职者一概不注明其军衔。

## 办公场所
1954年11月，成立国防部办公厅，由位于北海公园西侧厂桥的军委办公厅兼任，对外称为“国防部大楼”。1965年11月起，军委办公厅又兼总参谋部办公厅。1979年4月，军委办公厅与总参谋部办公厅分开办公，迁入景山前街20号。此后，为了满足军委领导和机关办公、会议与活动的需要，也作为外事接待和军事外交活动的场所，在西长安街军事博物馆东侧新建“八一大楼”（844工程）。“八一大楼”于1997年3月2日动土起建，2000年后正式启用，俗称“国防部大楼”，目前主要也只承担军事外事活动。
官方没有公布国防部的名义上的地址。实际上，国防部的办公地点即中央军委机关的办公地点。原来的中央军委办公厅大院在北京市西城区北海公园东侧的景山前街20号（俗称“三座门”——附近的大高玄殿原有三座牌楼），现在是“中央军委办公厅三座门接待处”，其礼堂的门厅现为中央军委办公厅文化活动中心“三座门艺术馆”。中央军委在北京西山和玉泉山也有办公地。北京市海淀区复兴路中国人民革命军事博物馆旁的八一大楼现在是中国军方举办军事外交会议、欢迎外国军方领导人仪式、高级将领晋升授衔仪式等一些外事接待活动及礼仪活动的场所。